# Sigismond Kolos-Vary
Sigismond Kolos-Vary, auch Kolosvary, (geboren 19. Mai 1899 in Bánffyhunyad, Österreich-Ungarn; gestorben 23. Juni 1983 in La Chaux-de-Fonds) war ein ungarisch-französischer Maler.

## Leben
Sigismond Kolos-Vary studierte von 1915 bis 1918 an der Königlich-Ungarischen Kunstgewerbeschule in Budapest und danach an der Kunstakademie. Im Jahr 1926 ging er nach Frankreich und blieb vorerst dort. In Paris wurde er Mitglied der Gruppe Atelier 17 – einer Kunstschule für experimentelle Druckgrafik aus dem Umfeld der Surrealisten. Er musste sich den Lebensunterhalt für sich und seine Frau Matyi immer wieder durch kommerzielle Kunst verdienen und zeichnete beispielsweise Pin-up-Girls. Nach der deutschen Eroberung Frankreichs 1940 wollten er sich mit seiner Frau 1941 der Résistance anschließen. Sie versuchten, mit gefälschten Papieren in die unbesetzte Zone Frankreichs zu kommen. 
An der Demarkationslinie wurden sie als „jüdische Ausländer“ verhaftet und anschließend in das Lager Gurs gebracht. Dort wurden sie für zwei Jahre gefangen gehalten. Im Sommer 1943 konnten sie mit Hilfe von Mitarbeiterinnen der Quäker-Hilfsorganisation im Lager Gurs in die Schweiz fliehen. Seine Frau Matyi stand bereits auf einer Deportationsliste in den Osten. Zwei Versuche für die gefälschten Papiere und drei Anläufe mit Schleppern waren dafür nötig. Nach Aufenthalten im Gefängnis in Annecy kamen sie – unter anderem auch durch Vermittlung des ungarischen Botschafters in Vichy – in die Schweiz. Dort mussten sie acht Monate in einem Internierungslager verbringen. 
Zusammen mit seiner Frau und mit seiner Freundin – einer jungen Schweizer Tänzerin – ging Kolos-Vary im Herbst 1945 nach Paris. Er heiratete seine Freundin 1948 und bekam mit ihr 1949 seinen Sohn François Kolos-Vary. 1955 wurde er eingebürgert. Er war als Illustrator der französischen Ausgabe von Mozart auf der Reise nach Prag von Eduard Mörike und Reiseführern wie Woman’s Guide to Europe beschäftigt. Weiterhin arbeitete er als Gestalter von Werbeplakaten für Esso, Perrier und Persil. Ab 1977 lebte er in Boulogne-Billancourt. 1983 starb Kolos-Vary in La Chaux-de-Fonds in der Schweiz.

## Werk
Sigismond Kolos-Vary durchlief die verschiedenen Phasen der Malerei der Moderne, den Expressionismus, den Surrealismus und die Abstraktion. 1928 hatte er seine erste Einzelausstellung mit surrealistischen Kompositionen in der Pariser Galerie Miromesnil, es folgten zahlreiche Ausstellungen, darunter 1929 in der Galerie Bonaparte und 1930 in der Galerie Povolosky, für die Pierre Guéguen den Katalog schrieb. In diesen Jahren war er auch an den Salon d’Automne und den Salon des Indépendants eingeladen. 
Nach dem Zweiten Weltkrieg organisierte 1946 Jean Cassou eine Ausstellung mit Antikriegsbildern im Musée National d’Art Moderne. 1948 wurde er bei Jeanne Bucher gezeigt. Kolos-Vary nahm zwischen 1949 und 1958 am Salon de Mai teil, von 1959 bis 1961 am Salon des Réalités Nouvelles und von 1960 bis 1962 am Salon Comparaisons.